# Експедиция до Южния полюс на Руал Амундсен
Експедицията до Южния полюс на Руал Амундсен е експедиция, водена от Руал Амундсен, при която за първи път е достигнат Южният полюс.

## Подготовка на експедицията
След покоряването на Северозападния проход Амундсен планира експедиция до Северния полюс. След като Северният полюс е достигнат през 1909 г. от Фредерик Кук, и впоследствие от Робърт Пири, той променя плановете си. Когато отпътува с небезизвестния кораб „Фрам“ („Напред“), използван по-рано от Фритьоф Нансен за преодоляване на 85° с.ш., само трима души знаели за истинската цел на експедицията: Амундсен, брат му Леон и капитанът на „Фрам“ Торвалд Нилсен. Амундсен се страхувал, че Нансен ще откаже употребата на „Фрам“, а освен това вероятно искал да запази намеренията си в тайна от Робърт Скот, че ще му бъде конкурент в покоряването на Южния полюс.
На 14 януари 1911 г. експедицията достига северния бряг на шелфовия ледник Рос и в Китовия залив разтоварва провизии и построява базов лагер, който е наречен „Фрамхайм“ (Домът на Фрам). Китовият залив се намира с 96 km по-близо до Южния полюс от нос Евънс, където ръководената от Скот английска експедиция построява своя базов лагер. Китовият залив понастоящем не съществува, тъй като тази част от ледника се откъсва през 2000 г. от Антарктида и отплува в свободна вода.
Макар да има преимущество с построяване на базов лагер по-близо до Южния полюс, Амундсен трябва да се пребори с предизвикателството да открие път през абсолютно непознат терен, докато Скот възнамерява да използва пътя, открит от Ърнест Шакълтън през 1908 г., преминаващ по ледника Биърдмор и достигащ до антарктичното плато.

## Фалстарт
Настъпващата зима Амундсен и хората му прекарват в построяване на лагери с провизии, на 80°, 81° и 82° ю.ш., а самия преход до полюса смятат да осъществят след като започне затопляне по време на антарктичната пролет.
На 8 септември 1911 г. настъпва затопляне, което навежда Амундсен до извода, че пролетта е започнала, и екип от 8 души започва преход към Южния полюс. Скоро обаче температурите падат рязко до под -50 °С. На 12 септември решават да достигнат до лагера на 80° ю.ш., да оставят носените провизии, след което всички да се завърнат обратно в базовия лагер и да изчакат по-добро време. На 15 септември експедицията достига лагера на 80° ю.ш. и след оставянето на провизиите последва максимално бързо изтегляне към базовия лагер.
Последният ден на прехода обратно към базовия лагер е изключително тежък. Амундсен взема най-добрата налична шейна и побързва да се прибере в базовия лагер, оставяйки спътниците си без средства за придвижване. Ветеранът Хялмар Йохансен няколко часа носи на гръб колегата си Преструд в условия на антарктична буря, по стръмен терен и единствено физическата сила и опитът на Йохансен и късметът им помагат да се доберат живи до базовия лагер. В базовия лагер Йохансен публично обвинил Амундсен, че ги е изоставил заедно с Преструд, в резултат на което Амундсен го отстранява от екипа, който ще атакува Южния полюс. Впоследствие Амундсен кара всички от експедицията да се подпишат, че няма да дават никаква информация за експедицията, оставяйки неговата версия и книгата, която той впоследствие написва като основен източник на информация. Освен това той не позволява на Йохансен да пристигне в Норвегия заедно с останалите от екипажа, като го принуждава да слезе преди останалите. Йохансен не получава никакво признание за приноса си към експедицията и скоро след това се самоубива. Трябвало да минат 90 години, преди Фредрик Хялмар Йохансен да бъде реабилитиран и признат за един от 3-мата най-значими норвежки полярни изследователи.

## Достигане на полюса
На 19 октомври започва повторен щурм, в който участват само петима души. Взимат 4 шейни с 52 кучета. На 23 октомври стигнат до лагера с провизии на 80° ю.ш., и на 3 ноември – лагера на 82° ю.ш. На 15 ноември стигнат до 85° ю.ш. и спират да починат за един ден. Намират се в основата на трансантарктическата планинска верига. Изкачването към антарктичното плато започва на 17 ноември и продължава 4 дни. На 21 ноември експедицията стига до полярното плато, където 24 от кучетата биват заклани, костите биват дадени на останалите кучета за храна, хората изяждат част от кучешкото месо, а останалото месо складират за връщането си. Времето е бурно и групата престоява 3 дни в очакване на подобрение, но накрая се отказват да чакат повече и на 25 ноември продължават прехода. Бурното време затруднява силно придвижването. Стигат 87° ю.ш. на 4 декември. На 7 декември стигат до 88° 23' ю.ш., което е най-южната ширина, достигана дотогава. Намират се на 180 km от Южния полюс.
На 14 декември 1911 г. петимата, заедно с впряг от 16 кучета, стигат до Южния полюс. Там те оставят малка палатка и писмо, в което описват постижението си, в случай че не успеят да се приберат до „Фрамхайм“. Амундсен изпреварва с цял месец английската експедиция на Робърт Скот, който намира смъртта си по обратния път на 11 мили от спасителния лагер с провизии. След покоряването на Южния полюс Амундсен е посрещнат в родината си триумфално. Английската преса обаче му отправя обвинения, че е отговорен за трагичната участ на Скот.

## Сравнение с експедицията на Скот
В действителност експедицията на Скот е била добре подготвена и е включвала опитни изследователи. По пътя обратно към базовия лагер обаче, тя е подложена на необичайно ниски температури и постоянно бурно време. За отбелязване е, че толкова тежки метеорологични условия в периода от 1985 г., през която започват редовни метеорологични наблюдения на този район, до днес е имало само веднъж. При подготовката си за експедицията Скот е взел под внимание своя опит в Антарктика, както и опита на Шакълтън през 1903 и 1907 г., а освен това метеорологът на експедицията проучва подробно времето в този район в продължение на две години в периода от 1910 до 1912 г. Нито един от тези източници не подсказва възможността от настъпването на подобни екстремни условия. Изключително тежките метеорологични условия направили напускането на палатката невъзможно и така екипът на Скот не успял да достигне последния, разположен най-близо до полюса, лагер с храна и гориво. Година по-рано, когато експедицията строяла този лагер, отново неблагоприятните метеорологични условия ги принудили да построят лагера на 79° 29' ю.ш., което е с 36 мили на север от първоначално планирания лагер на 80° ю.ш., а Скот загива само на 11 мили южно от това депо, т.е. ако този лагер, съдържащ 1 тон с провизии, бе построен според първоначалния план, експедицията щеше да го достигне.

## Документиране на експедицията
По време на експедицията са заснети кадри, които след завръщането си Амундсен използва в своите лекции. Оригиналният материал, чрез който е документирано това историческо постижение извън границите на цивилизования свят и в екстремни климатични условия, е монтиран във филм. Реставриран от Норвежкия филмов институт, през 2005 г. той е включен в регистъра на ЮНЕСКО „Паметта на света“ за съхраняване и популяризиране на документалното наследство от особено голямо значение за човечеството. Кадрите на Руал Амундсен от Южния полюс са един от малкото филми в този регистър.